# Backhaus Alfstraße 32

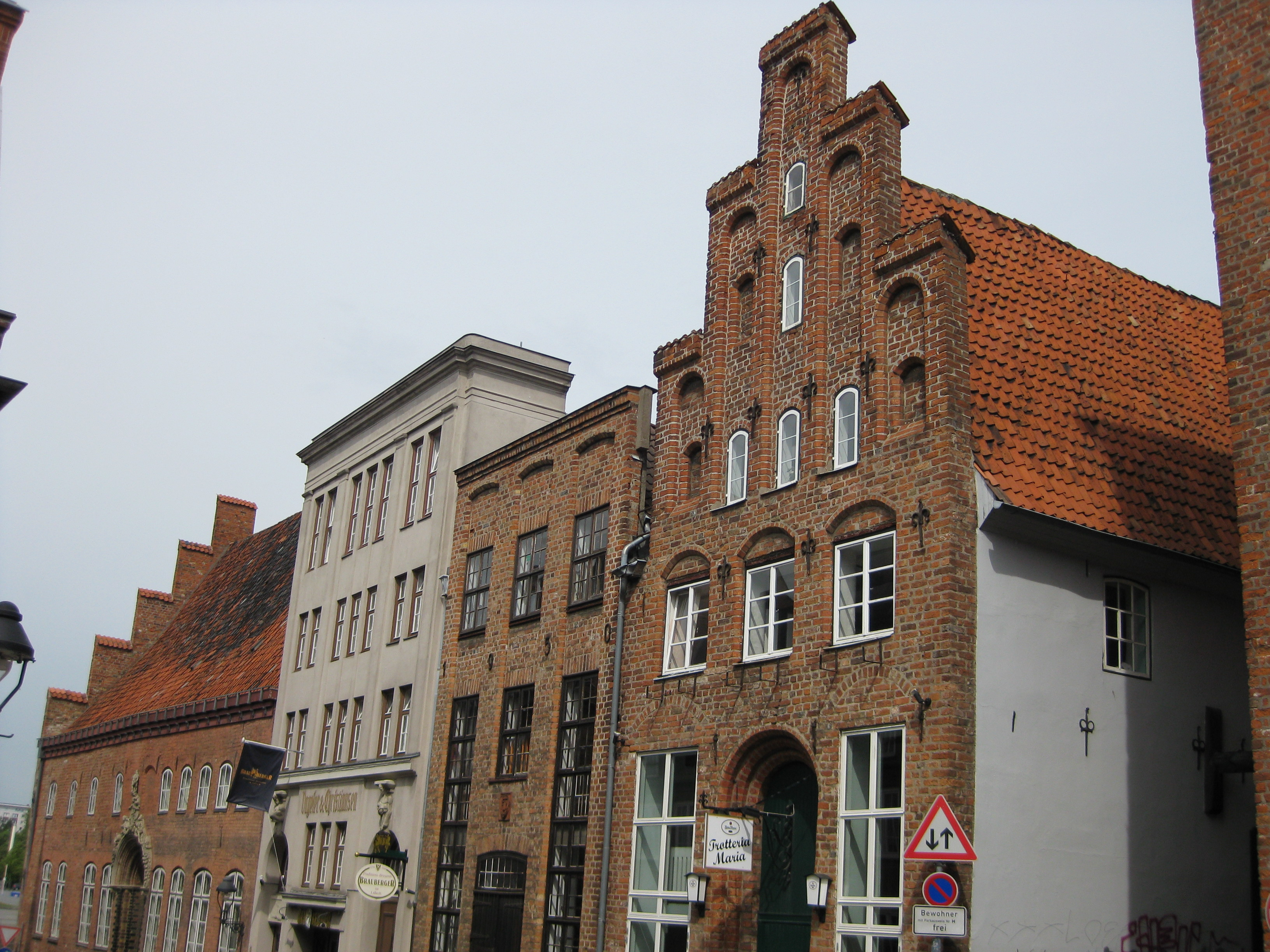
Alfstraße 32 (rechts)

Das historische Alte Backhaus in der Alfstraße 32 der Lübecker Altstadt ist ein Giebelhaus der Backsteinrenaissance.
Es befindet sich am unteren Ende der Alfstraße als Eckhaus zur Geraden Querstraße, die durch hölzerne Schwibbögen zum gegenüber liegenden Eckhaus der Historischen Fabrik von 1775 überspannt wird. Das Haus wurde von 1303 bis 1890 als Backhaus genutzt. Die Ecklage ist für Backhäuser in Lübeck typisch. Sie wurde seit dem Mittelalter durch die städtischen Brandverhütungsvorschriften vorgeschrieben, damit im Zweifel von zwei Seiten gelöscht werden konnte. Der Treppengiebel aus der Zeit der Renaissance (um 1600) ist an den Nischen und Luken ebenso wie das runde Ziegelportal mit gefastem Backstein gemauert. Das Haus wurde 1966 saniert und steht seit 1967 unter Denkmalschutz. Bei der Sanierung wurde an der Traufseite in der Geraden Querstraße das Windenrad wiederhergestellt, mit dem früher Vorräte auf die Speicherböden gehievt werden konnten. Das Haus wird seit der Sanierung gastronomisch genutzt.